# (1576) Fabiola
(1576) Fabiola ist ein Asteroid des Hauptgürtels, der am 30. September 1948 vom belgischen Astronomen Sylvain Julien Victor Arend in Ukkel entdeckt wurde.
Die Benennung des Asteroiden erfolgte zu Ehren der belgischen Königin Fabiola de Mora y Aragón.